# غيدقة مخططة
غيدقة مخططة (الاسم العلمي: Hydrophis fasciatus) (بالإنجليزية: Striped Sea Snake)‏ هي نوع من الزواحف تتبع جنس الغيدقة من فصيلة العرابيد.